# Al-Muntada al-Adabi
Al-Muntada al-Adabi (arabisch المنتدى الأدبي, DMG al-Muntadā al-Adabī ‚der Literarische Club‘), oder kurz al-Muntada, war eine arabisch-nationalistische Schul- und Kulturorganisation in Palästina zur Zeit des britischen Mandats.

## Vorgeschichte der Organisation
Die Organisation in Palästina war zunächst einer von zahlreichen gleichnamigen Ablegern der osmanischen Dachorganisation al-Muntada al-Adabi. Ihre Gründung ging von einer klandestinen osmanischen Oppositionsbewegung um das Comité central pour la Syrie – entstanden 1908 durch die melkitischen Brüder Mutran aus Baalbek –, der Arabischen Jugendliga al-Fatat – entstanden 1909 in Paris – und von den Offizieren der Ende 1909 entstandenen Gruppe Al-Qahtaniyya aus. Letztere traten laut dem Historiker George Antonius unter der Führung des Offiziers ʿAziz ʿAli al-Masri für eine türkisch-arabische Doppelmonarchie am Beispiel Österreich-Ungarns ein.
Weil die arabischen Intellektuellen und Geistlichen und die beteiligten Offiziere der osmanischen Armee in Istanbul geheim agierten, gründeten sie 1910 den öffentlich sichtbaren al-Muntada al-Adabi. Der Historiker Vincent Cloarec schreibt unter Berufung auf Eliʿezer Tauber, dass al-Muntada in dieser Phase noch keine arabisch-nationalistischen Ziele anstrebte, sondern vielmehr nach besseren Möglichkeiten zur Teilnahme der arabischen Bevölkerungsgruppe an den Institutionen des Osmanischen Reiches und nach kultureller und sprachlicher Autonomie innerhalb des Staates strebte.
Um 1911 war ein Ableger des Istanbuler al-Muntada unter Leitung von Schukri al-Hussayni in Jerusalem tätig. Die Jerusalemer Zeitung al-Nafīr al-ʿUṯmānī lobte die Organisation am 24. Oktober 1911 anlässlich einer Veranstaltung, bei der Spenden für verletzte Soldaten und die Schulbildung von Waisen gesammelt wurden, für „nationale Hingabe und Patriotismus“. Eine Mehrheit der Mitglieder gab damit laut der Historikerin Michelle U. Campos zu diesem Zeitpunkt ihre Verbundenheit sowohl zur osmanischen (al-umma al-Uṯmāniyya) als auch zur arabischen Nation (al-umma al-ʿArabiyya) kund.

## Fortbestand unter dem britischen Mandat
Auch in nachosmanischer Zeit bot al-Muntada Sport- und Kulturveranstaltungen an, betrieb ein Orchester und verbreitete arabischsprachige Literatur. Zu seinem politischen Programm gehörte die Ablehnung des Zionismus und zumindest zeitweise auch die Einheit von Palästina mit Syrien (Großsyrien). Die Entente-Mächte Dritte Französische Republik und Vereinigtes Königreich von Großbritannien und Irland hatten nach ihren Vorstellungen 1920 Palästina neu erschaffen aus Teilen des osmanischen Vilâyets Syrien und der Mutasarrifate Jerusalem und Libanonberg, die ihrerseits durch europäische Einflussnahme 1841 bzw. 1860 aus Teilen Syriens gebildet worden waren. 
Die Organisation erhielt ursprünglich finanzielle Unterstützung Frankreichs, das um Zustimmung für seine Expansion in Syrien warb. Deshalb stand al-Muntada zunächst der Palestine Catholic Association nahe, die Frankreichs Ziele offen unterstützte. Unter dem Druck der Briten gab sich al-Muntada 1919 jedoch eine neue Führung, in der wenig später der einflussreiche Familienverband von Raghib an-Naschaschibi tonangebend wurde. Leitende Stellungen nahmen aʿyan (arabisch أَعْيَان ‚Notabeln‘, meist Großgrundeigentümer, die Fellachen Agrarflächen verpachteten) wie Ǧamil al-Hussayni, AWS-Gründer Fachri an-Naschaschibi, Mahmud ʿAziz al-Ḫalidi und Ḥasan Sidqi al-Daǧǧani ein. Die Organisation behielt ihre stärkste Basis in Jerusalem, war aber auch in Jaffa, Tulkarm und Gaza mit Niederlassungen vertreten. In der Mitgliederstruktur überwogen neben Akademikern vor allem Lehrer, Offiziere und Polizisten. 
Als Gegenorganisation zu al-Muntada al-Adabi übernahm die politisch dominierende Familie Hussayni, unter der Führung von Muḥammad Amīn al-Ḥussaynī, mit Mitgliedern der Familien Budairy und Alami den ursprünglich Damaszener Al-Fatat-Ableger al-Nadi al-ʿArabi. Laut dem Historiker Benny Morris hatte al-Muntada al-Adabi eine geheime Untergrundsektion, die Ǧamʿiyyat al-Iḫaʾ wa-l-ʿAfaf (dt. Vereinigung der Brüderlichkeit und Reinheit). Morris zufolge hatte diese und besonders auch der durch nationalistische und antisemitische Parolen auffallende al-Nadi al-ʿArabi mit der Geheimgruppe al-Fidaʿiyya (dt. Jene, die bereit sind, sich zu opfern) ein gewaltbereites Programm gegen Juden und arabische Eigentümer, die diesen Land verkauften. Die beiden Gruppen seien aber nie zur Gewalttätigkeit übergegangen.